# Oreo (gênero)
Oreo é um género de aranhas araneomorfas da familia Gallieniellidae, com distribuição natural restrita à Austrália.

## Espécies
O género Oreo inclui as seguintes espécies:
- Oreo bushbay (Platnick, 2002)
- Oreo capensis (Platnick, 2002)
- Oreo kidman (Platnick, 2002)
- Oreo muncoonie (Platnick, 2002)
- Oreo renmark (Platnick, 2002)